# Garayoa
Garayoa (oficialmente en euskera: Garaioa) es un municipio español de la Comunidad Foral de Navarra, situado en la Merindad de Sangüesa, en la comarca de Auñamendi, en el valle de Aézcoa y a 54 km de la capital de la comunidad, Pamplona. Su población es de 94 habitantes.
Su gentilicio es garaiotarra, tanto en masculino como en femenino.

## Símbolos
El escudo de armas del lugar de Garayoa tiene el siguiente blasón:

Trae de plata y un encino de sínople a cuyo tronco está atravesando un jabalí de sable. Bordura de gules.

Este escudo es el blasón privativo del valle de Aézcoa y al propio tiempo de cada uno de sus pueblos.

## Geografía
La localidad de Garayoa está situada en la parte Nordeste de la Comunidad Foral de Navarra y Suroeste del Valle de Aézcoa, a una altitud de 779 m s. n. m. Su término municipal tiene una superficie de 21,42 km² y limita al norte con los municipios de Arive y Villanueva de Aézcoa, al este con el de Abaurrea Baja, al sur con el de Arce y al oeste con los de Oroz Betelu y Garralda

## Demografía
Garayoa cuenta con una población de 90 habitantes (INE 2024).
| Gráfica de evolución demográfica de Garayoa entre 1842 y 2021 |
| |
| Población de derecho según los censos de población del INE Población de hecho según los censos de población del INEEn estos censos se denominaba Garayoa: 1842, 1857, 1860, 1877, 1887, 1897, 1900, 1910, 1920, 1930, 1940, 1950, 1960, 1970 y 1981 |